# Корнеліу Папуре
Корнеліу Папуре (рум. Corneliu Papură, нар. 5 вересня 1973, Крайова) — румунський футболіст, що грав на позиції захисника, півзахисника. По завершенні ігрової кар'єри — тренер. З 2022 року входить до тренерського штабу клубу «КС Університатя».
Виступав, зокрема, за клуби «Університатя» (Крайова) та «Ренн», а також національну збірну Румунії.
Володар Кубка Румунії.

## Клубна кар'єра
У дорослому футболі дебютував 1991 року виступами за команду «Університатя» (Крайова), в якій провів п'ять сезонів, взявши участь у 101 матчі чемпіонату. Більшість часу, проведеного у складі крайовської «Університаті», був основним гравцем команди.
Своєю грою за цю команду привернув увагу представників тренерського штабу клубу «Ренн», до складу якого приєднався 1996 року. Відіграв за команду з Ренна наступні три сезони своєї ігрової кар'єри.
Згодом з 1999 по 2006 рік грав у складі команд «Університатя» (Крайова), «Націонал», «Бейтар» (Єрусалим), «Університатя» (Крайова), АЕЛ, «Університатя» (Крайова), «Чанчунь Ятай» та «Гуанчжоу Евергранд».
Завершив ігрову кар'єру у команді «Націонал», у складі якої вже виступав раніше. Повернувся до неї 2006 року, захищав її кольори до припинення виступів на професійному рівні у 2007 році.

## Виступи за збірну
У 1994 році дебютував в офіційних матчах у складі національної збірної Румунії.
У складі збірної був учасником чемпіонату світу 1994 року у США.
Загалом протягом кар'єри в національній команді, яка тривала 3 роки, провів у її формі 12 матчів.

## Кар'єра тренера
Розпочав тренерську кар'єру невдовзі по завершенні кар'єри гравця, 2010 року, очоливши тренерський штаб клубу «Алро Слатіна», де пропрацював з 2010 по 2011 рік.
Протягом подальшої тренерської кар'єри працював у клубі «КС Університатя» на низці посад, включачи посаду головного тренера.

## Титули і досягнення
- Володар Кубка Румунії (1):

«Університатя» (Крайова): 1992-1993